# Zeita Jamma'in
Zeita Jamma'in, en arabe : زيتا جماعين, est un village du gouvernorat de Naplouse en Palestine, situé à 16 km au sud-ouest de Naplouse, au centre de la Cisjordanie.
Selon le recensement du bureau central palestinien des statistiques, la localité compte une population de 2 740 habitants en 2017.